# Latin Rhythm Albums
Latin Rhythm Albums es una lista de récords publicada por la revista Billboard. Como todas las listas de álbumes de Billboard, la tabla se basa en las ventas, que son compiladas por Nielsen SoundScan en función de los datos de ventas de comerciantes que representan a más de 90% del mercado minorista de música de EE. UU. La muestra incluye ventas en tiendas de música, departamentos de música de electrónica y grandes almacenes, transacciones directas al consumidor y ventas por Internet de álbumes físicos o descargas digitales. También se tabula una gama limitada de ventas verificables de salas de conciertos. La lista está compuesta por lanzamientos de estudio, en vivo y recopilatorios de artistas latinos que se presentan en el hip hop latino, urbano, dance y reguetón, los géneros musicales de ritmo latino más populares. Se une a la lista principal de álbumes latinos junto con sus respectivos componentes de género: las listas Latin Pop Albums, Tropical Albums y Regional Mexican Albums.

## Historia
Apareció cada dos semanas en la revista Billboard, rotando con la lista de álbumes tropicales y se actualizaba semanalmente en sitios web en línea de Billboard. La lista se lanzó con el número de 21 de mayo de 2005 y su respectivo componente de reproducción, la lista de Latin Rhythm Airplay también se lanzó más tarde el 19 de agosto de 2005. Después de la instalación de la lista Latin Rhythm Airplay, esta y la lista Latin Rhythm Albums ahora rotan quincenalmente con las listas Tropical Albums y Tropical Songs en la revista, sin embargo, todas se actualizan semanalmente en línea. Con el lanzamiento de la lista principal de álbumes de ritmo latino, los álbumes de reguetón ya no eran elegibles para aparecer en las listas de álbumes tropicales y álbumes de reggae. Asimismo, los álbumes de banda rap ya no aparecen en la lista de álbumes regionales mexicanos. Los álbumes de dance y hip hop latino también se prohibieron aparecer en la lista de álbumes de pop latino.
Barrio Fino de Daddy Yankee fue el primer álbum en alcanzar el número uno en la lista. Según Geoff Mayfield, el objetivo de la lista no era ser una lista solo de reguetón, a pesar de que la lista inaugural tenía los quince espacios ocupados por títulos de reguetón. Al mover álbumes de reguetón de las respectivas listas de álbumes tropicales y de reggae, abrió espacios para reentradas y debuts en esas listas. El grupo de bachata Aventura reclamó el primer lugar en la lista de álbumes tropicales, que marcó la primera vez desde la edición del 6 de noviembre de 2004 que un álbum de reguetón no estaba en el primer lugar. Wisin & Yandel son el dúo con más álbumes y entradas número uno en la lista. Daddy Yankee es el artista masculino con más álbumes y entradas en solitario número uno en la lista. Ivy Queen y Karol G son las única artistas femeninas quien tienen un álbum número uno en la lista de álbumes de ritmo latino. Asimismo, es una de las pocas artistas femeninas que se ubica entre las diez más populares de la lista Latin Rhythm Airplay junto con Nina Sky, Shakira, RBD, Beyoncé Knowles, Cassie y Keyshia Cole. El álbum de 2012 de Ana Tijoux, La Bala, alcanzó el número dos en la lista. El sello discográfico Machete Music reclama el 80% de las ventas de Latin Rhythm Album.